# 神农架野人
神农架野人是指中国神农架出现的神秘灵长类生物，1974年至2007年，湖北省神农架林区共有360多名目击者共经历110次目击、近120个野人。

## 目击
第一例被记录的目击案例是在1974年，神农架生产队副大队长目击一名野人并上报。1976年，神农架林区党委政府五名干部与司机一行人目击到一个红色毛发、1.8~1.9米高、直立行走的野人，中科院於同年組織第一次野人考察活動，並於1977年组织科考队展开第二次科考，共110人参与考察，但未获得有关野人的确切证据。
1980年，神农架发现疑似野人脚印与毛发，同年5月至1981年，中科院展开最后一次考察。1993年，10名遊客在神农架目击到3个野人，2003年，多名目击者在神农架林区看见一个灰色野人，而后调查者在目击地点附近一棵大树发现疑似野人留下的抓痕，同年有一個農民在一處灌木丛发现疑似野人毛发，其后据鉴定证实为真菌。
2014年，一名收藏者拿出一块据称上世纪70年代从神农架带回的野人脚印化石，但经神农架自然保护区科研所鉴定，仅为一块普通水蚀硅质卵形石。